# Megachile texensis
Megachile texensis är en biart som beskrevs av Mitchell 1956. Megachile texensis ingår i släktet tapetserarbin, och familjen buksamlarbin. Inga underarter finns listade i Catalogue of Life.